# Electric Touch (песня Тейлор Свифт)
«Electric Touch» — песня американской певицы Тейлор Свифт, записанная при участии американской группы Fall Out Boy. Впервые Свифт написала эту песню для своего студийного альбома 2010 года 'Speak Now, но не включила её в трек-лист. Она вышла 7 июля 2023 в качестве 17-го трека её третьего перезаписанного альбома Speak Now (Taylor’s Version). Спродюсированная Свифт и Аароном Десснером песня «Electric Touch» представляет собой поп-панк с элементами поп-рока.
Мелодия «Electric Touch», написанная в стиле поп-панк и поп-рок, опирается на динамичные ударные, риффы электрогитары и парящий вокал Свифт и вокалиста Fall Out Boy Патрика Стампа. Текст песни повествует о переживаниях, связанных с первым свиданием. В рецензиях на альбом Speak Now (Taylor’s Version) критики высоко оценили песню «Electric Touch» за её продюсирование и вокальную химию между Свифт и Стампом. В коммерческом плане песня заняла 37-е место в Billboard Global 200 и вошла в чарты Австралии, Канады, Новой Зеландии, Филиппин и США.

## Композиция
«Electric Touch» — это песня в стиле поп-панк и поп-рок с риффами электрогитары и крещендо ударных. Критики назвали композицию «гимнической», «кинематографической» и «парящей». «Густой» вокал Свифт контрастирует с резким голосом фронтмена Fall Out Boy Патрика Стампа. Песня рассказывает о тревогах, пессимизме и сомнениях в себе, связанных с первым свиданием.

## Релиз и прием
Альбом Speak Now (Taylor’s Version) был выпущен 7 июля 2023 года лейблом Republic Records; песня «Electric Touch» заняла 17-е место в трек-листе. Песня достигла 35-го места в Billboard Hot 100 и 16-го места в Hot Country Songs, где она стала первым попаданием для Fall Out Boy. Также песня достигла чартов таких стран, как Филиппины (22), Новая Зеландия (35), Австралия (38), Канада (46), а в Billboard Global 200 заняла 37-е место.
Рэйчел Р. Кэрролл из PopMatters высоко оценила способность Свифт «превратить маленький, мимолетный момент в кинематографический хит». Марк Сазерленд из Rolling Stone UK написал, что Fall Out Boy поднимают песню до статуса «парящего поп-панка». Бобби Оливье из журнала Spin сравнил «Electric Touch» с дуэтом «Castles Crumbling» с Хейли Уильямс из Paramore, отметив, что первая песня более жизнерадостная, и назвав её «весёлым и задорным гитарным джемом „four-on-the-floor“ („четверо на танцполе“) — именно таким поп-роковым бэнгером, которого не хватает среди цифрового грохота Midnights». Лора Шейпс из The Guardian описала «Electric Touch» как «rueful stadium chugger» («ржавый стадионный бодрячок») и сочла её «хорошим кусочком ревизионистской истории, по праву возводящим Speak Now в канон эмо».
В журнале Uproxx Даниэлла Челоски похвалила Свифт и Стампа за их музыкальную химию и «впечатляющий, завораживающий» вокал. Журналистка Rolling Stone Мора Джонстон (Maura Johnston) назвала песню «мерцающей четырёхминутной поп-жемчужиной» и написала, что Свифт и Стамп «приятно» работают вместе. В менее положительной рецензии Джем Асвад из Variety счёл песню наименее интересным композиционным треком «From the Vault» и сказал, что «в ней нет ни одной по-настоящему великой, своеобразной линии, которая делает песню Свифт безошибочно её песней».

## Чарты
| Чарт (2023)                                 | Высшая позиция |
| ------------------------------------------- | -------------- |
| Австралия (ARIA)                            | 38             |
| Канада (Billboard Canadian Hot 100)         | 46             |
| Мир (Billboard Global 200)                  | 37             |
| Новая Зеландия (Recorded Music NZ)          | 35             |
| Филиппины Philippines (Billboard)           | 22             |
| Великобритания (UK Singles Downloads Chart) | 82             |
| Великобритания UK Singles Sales (OCC)       | 84             |
| Великобритания UK Streaming (OCC)           | 58             |
| США (Billboard Hot 100)                     | 35             |
| США (Billboard Hot Country Songs)           | 16             |

### Комментарии
1. ↑  Официальное название «Electric Touch (Taylor’s Version) (From the Vault)»[1]